# Melaloncha nannocauda
Melaloncha nannocauda är en tvåvingeart som beskrevs av Brown 2006. Melaloncha nannocauda ingår i släktet Melaloncha och familjen puckelflugor. Inga underarter finns listade i Catalogue of Life.